# بیره الجبل
بیره الجبل (به عربی: بیرة الجبل) یک روستا در سوریه است که در ناحیه سلحب واقع شده‌است. بیره الجبل ۵۴۳ نفر جمعیت دارد.